# Coppa del Re 1993 (pallacanestro maschile)
La Coppa del Re 1993 è stata la 57ª Coppa del Re di pallacanestro maschile.

## Primo turno
| Squadra 1 | Totale    | Squadra 2    | Andata  | Ritorno |
| --------- | --------- | ------------ | ------- | ------- |
| Girona    | 156 - 159 | Granollers   | 73 - 63 | 83 - 96 |
| Murcia    | 137 - 145 | Manresa      | 71 - 66 | 66 - 79 |
| Málaga    | 148 - 170 | Ourense      | 78 - 95 | 70 - 75 |
| Andorra   | 150 - 155 | Breogán      | 74 - 70 | 76 - 85 |
| Cáceres   | 168 - 165 | Peñas Huesca | 88 - 74 | 80 - 91 |
| Siviglia  | 184 - 153 | Llíria       | 90 - 70 | 94 - 83 |

## Secondo turno
| Squadra 1  | Totale    | Squadra 2  | Andata  | Ritorno |
| ---------- | --------- | ---------- | ------- | ------- |
| Valencia   | 148 - 154 | Granollers | 66 - 68 | 82 - 86 |
| OAR Ferrol | 137 - 141 | Manresa    | 73 - 74 | 64 - 67 |
| Ourense    | 133 - 135 | Breogán    | 64 - 67 | 69 - 69 |
| Cáceres    | 155 - 172 | Siviglia   | 72 - 74 | 83 - 96 |

## Terzo turno
| Squadra 1      | Totale    | Squadra 2  | Andata   | Ritorno |
| -------------- | --------- | ---------- | -------- | ------- |
| Granollers     | 156 - 158 | Manresa    | 81 - 72  | 75 - 86 |
| Breogán        | 170 - 196 | Siviglia   | 88 - 103 | 82 - 93 |
| Barcellona     | 192 - 188 | León       | 100 - 91 | 92 - 97 |
| C.B. Saragozza | 169 - 165 | Valladolid | 83 - 76  | 86 - 89 |

## Tabellone
|  | Quarti di finale  | Quarti di finale |                   |                | Semifinali                | Semifinali                |  |  | Finale | Finale |
|  |                   |                  |                   |                |                           |                           |  |  |        |        |
|  | 4 marzo           |                  |                   |                |                           |                           |  |  |        |        |
|  |                   |                  |                   |                |                           |                           |  |  |        |        |
|  | Joventut Badalona | 86               |                   |                |                           |                           |  |  |        |        |
|  | Joventut Badalona | 86               | 6 marzo           |                |                           |                           |  |  |        |        |
|  | Manresa           | 57               |                   |                |                           |                           |  |  |        |        |
|  | Manresa           | 57               | Joventut Badalona | 85             |                           |                           |  |  |        |        |
|  | 4 marzo           |                  | Joventut Badalona | 85             |                           |                           |  |  |        |        |
|  |                   | C.B. Saragozza   | 71                |                |                           |                           |  |  |        |        |
|  | Estudiantes       | C.B. Saragozza   | 71                | 75             |                           |                           |  |  |        |        |
|  | Estudiantes       |                  | 7 marzo           | 75             |                           |                           |  |  |        |        |
|  | C.B. Saragozza    | 91               |                   |                |                           |                           |  |  |        |        |
|  | C.B. Saragozza    | 91               | Joventut Badalona | 71             |                           |                           |  |  |        |        |
|  | 4 marzo           |                  | Joventut Badalona | 71             |                           |                           |  |  |        |        |
|  |                   | Real Madrid      | 74                |                |                           |                           |  |  |        |        |
|  | Real Madrid       | Real Madrid      | 74                | 101            |                           |                           |  |  |        |        |
|  | Real Madrid       | 6 marzo          |                   | 101            |                           |                           |  |  |        |        |
|  | Siviglia          | 89               |                   |                |                           |                           |  |  |        |        |
|  | Siviglia          | 89               | Real Madrid       | 89             | Finale per il terzo posto | Finale per il terzo posto |  |  |        |        |
|  | 4 marzo           |                  | Real Madrid       | 89             | Finale per il terzo posto | Finale per il terzo posto |  |  |        |        |
|  |                   | Saski Baskonia   | 70                |                |                           |                           |  |  |        |        |
|  | Saski Baskonia    | Saski Baskonia   | 70                | 78             | C.B. Saragozza            | 61                        |  |  |        |        |
|  | Saski Baskonia    |                  |                   | 78             | C.B. Saragozza            | 61                        |  |  |        |        |
|  | Barcellona        | 74               |                   | Saski Baskonia | 74                        |                           |  |  |        |        |
|  | Barcellona        | 74               |                   |                | 74                        |                           |  |  |        |        |
|  |                   |                  |                   |                |                           |                           |  |  |        |        |
|  |                   |                  |                   |                |                           |                           |  |  |        |        |

## Finale
| Arbitri: | Miguel Ángel Betancort Juan Carlos Mitjana |

|               |            |               |
| Villacampa 22 | Punti      | 25 Sabonis    |
| Villacampa 5  | Assist     | 2 Antúnez     |
| Thompson 5    | Rimbalzi   | 11 Sabonis    |
| Lolo Sainz    | Allenatori | Clifford Luyk |